# Colonia Santa María, Zacatecas
Colonia Santa María är en ort i Mexiko.   Den ligger i kommunen Santa María de la Paz och delstaten Zacatecas, i den centrala delen av landet, 500 km nordväst om huvudstaden Mexico City. Colonia Santa María ligger 1 942 meter över havet och antalet invånare är 139.
Terrängen runt Colonia Santa María är kuperad åt nordost, men åt sydväst är den platt. Runt Colonia Santa María är det glesbefolkat, med 12 invånare per kvadratkilometer. Närmaste större samhälle är Santa María de la Paz, 1,1 km söder om Colonia Santa María. I omgivningarna runt Colonia Santa María växer huvudsakligen savannskog.